# Pontificio Collegio Urbano
Il Pontificio Collegio Urbano "de Propaganda Fide" è un collegio pontificio del Dicastero per l'evangelizzazione per la formazione dei missionari. Ha sede a Roma sul colle Gianicolo, pur essendo proprietà extraterritoriale della Città del Vaticano.
Fu fondato nel 1627 da papa Urbano VIII, dal quale prende il nome.

## Storia
Istituito il 1º agosto 1627 da papa Urbano VIII con la bolla Immortalis Dei unitamente all'omonima congregazione di Propaganda Fide. Il collegio dipende direttamente dalla Congregazione per l'evangelizzazione dei popoli. Fin dagli inizi, gli studenti che chiedono di entrare nel collegio si impegnano negli studi per l'ordinazione sacerdotale a seguito della quale ritornano come missionari nella loro terra di origine.
Ottiene in seguito la facoltà di concedere lauree fondando un ateneo divenuto poi l'attuale Pontificia Università Urbaniana.

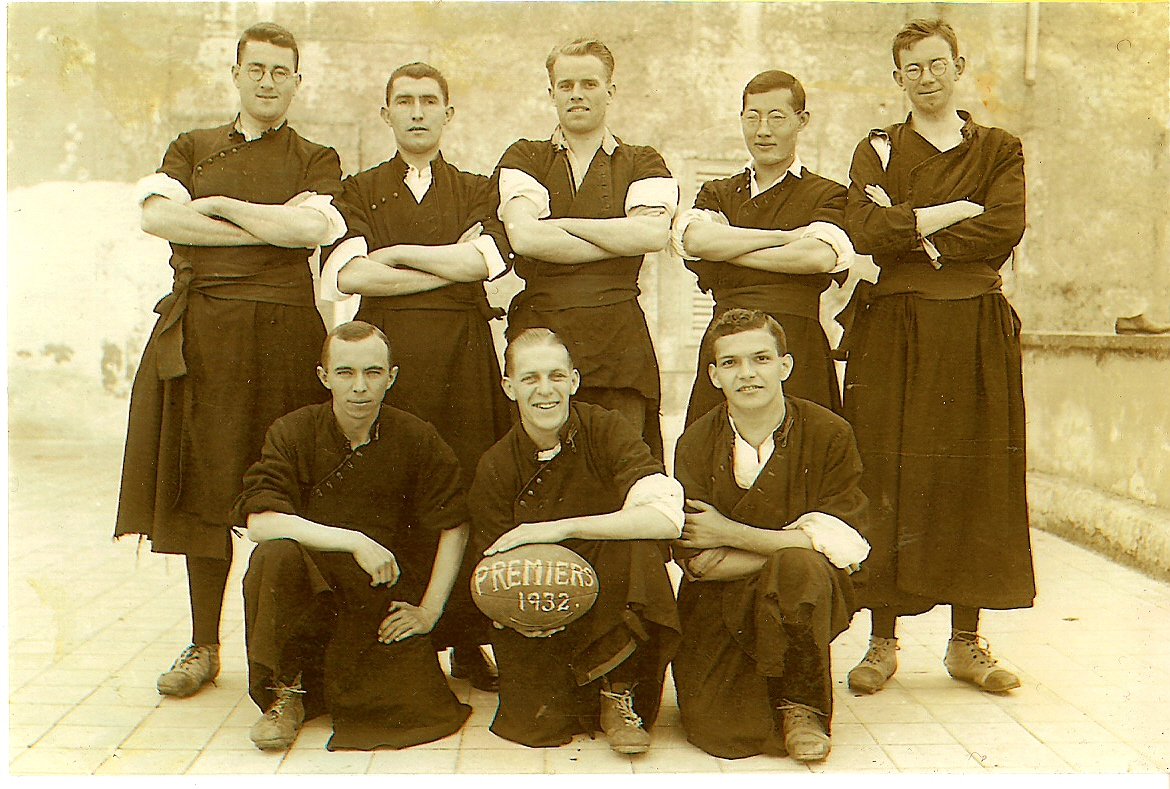
Alunni del Pontificio Collegio Urbano De Propaganda Fide nell'Anno Accademico 1931-1932

## Struttura attuale
Le strutture del collegio sono geograficamente entro i confini dello Città del Vaticano.

## Rettori
Di seguito è riportato l'elenco cronologico dei rettori del collegio.
1. Giuseppe Matraia (1605–1610)
2. Juan Bautista Vives (1610–1632)
3. Sebastiano Pietroardi (1632–1637)
4. Domenico Cerroni (1637–1641)
5. Marco Romano (1641–1646)
6. Cosimo Riccardo Accolti (1646–1648)
7. Vincenzo Greco (1648–1650)
8. Sebastiano Panaceni (1651–1654)
9. Giuseppe Cruciani (1654–1655)
10. Annibale Saletti (1655–1658)
11. Michele Columera (1658–1662)
12. Andrea Bonvicini (1662–1696)
13. Giulio Cesare de Rossi (1696–1708)
14. Nicola Castelli (1708–1710)
15. Guido Della Porta (1710–1719)
16. Teodoro Moriconi (1719–1731)
17. Francesco Sosio Tramontana (1731–1744)
18. Domenico della Rocca (1744–December 1744)
19. Ildefonso Tarditi (December 1744–1771)
20. Paolo Lazzarini (1771–1776)
21. Bernardino Ficoroni (1776–1777)
22. Giovanni Battista Canonici (1777–1793)
23. Filippo Biagioli (1793–1818)
24. Raimondo Serdominici (1818–1830)
25. Carlo Augusto Conte di Reisac (1830–1836)
26. Liberio Figari (1836–1840)
27. Giovanni Antonio Grassi (1840–1842)
28. Giovanni Batta Dessi (1842–1844)
29. Massimiliano Rillo (1844–1846)
30. Antonio Bresciani (1846–1848)
31. Paolo Cullen (1848–1849)
32. Filippo Tancioni (1849–1869)
33. Loreto Iacovacci (1869–1872)
34. Gustavo Corrado (1872–1889)
35. Filippo Camassei (1889–1904)
36. Giovanni Vincenzo Bonzano (1904–1912)
37. Bartolomeo Cattaneo (1912–1917)
38. Paolo Giobbe (1917–1925)
39. Torquato Dini (1925–1934)
40. Pietro Parente (1934–1938)
41. Lorenzo Maria Balconi (1938–1939)
42. Domenico Brizi (1939–1945)
43. Carlo Cavallera (1945–1947)
44. Felice Cenci (1947–1970)
45. Pellegrino Ronchi (1970–1977)
46. Natalino Fumagalli (1977–1985)
47. Angelo Lazzarotto (1985–1990)
48. Carlo Tei (1990–1991)
49. Francesco Pavese (1991–2002)
50. Fidél González Fernández (2002–2005)
51. Fernando Domingues (2005–2013)
52. Vincenzo Viva (2013–2021)
53. Armando Nugnes (dal 2021)